# インダパミド
インダパミド（Indapamide）は、サイアザイド系（チアジド系）に構造が近い利尿薬である。このため作用はサイアザイド系と類似する。日本での適応症は本態性高血圧と指定されている。

## 効能・効果
本態性高血圧症

## 禁忌
無尿の患者、急性腎不全の患者、体液中のナトリウム・カリウムが明らかに減少している患者では禁忌である。

## 副作用
重大な副作用として添付文書に記載されているものは、中毒性表皮壊死融解症（Toxic Epidermal Necrolysis：TEN）、皮膚粘膜眼症候群（Stevens-Johnson症候群）、多形滲出性紅斑、低ナトリウム血症、低カリウム血症である。
治験では5.1%の患者に副作用が発生した。主なものは、
- 眩暈(0.4%)、嘔気(0.3%)、倦怠感14件(0.2%)、
- 高尿酸血症(1.7%)、低カリウム血症(1.3%)、高血糖(0.3%)

等であった。
- 高尿酸血症…副作用を相殺しつつ血圧を下げるためにニューロタン、アバプロ・イルベタンやアテレックがしばしば併用される。
- 皮膚炎・皮疹・皮膚瘙痒感
- 低カリウム血症…糖尿病の発症・増悪には注意を要する。しかし、大規模臨床試験では糖尿病患者の死亡や血管合併症はむしろ減っている。（エビデンスの項参照）
- 腎障害・肝障害…慢性腎不全や肝硬変では投与禁忌。

## 薬理
利尿作用によりナトリウムを排泄し、血圧を下げる。インダパミドはヒドロクロロチアジドに比べ、降圧効果が高いとされている。サイアザイド系よりも、低カリウム血症の副作用が少ないとされている。ひいては糖尿病の発症・増悪も少ないと推測されている。
インダパミドは遠位尿細管のNaCl共輸送体(NCC)を阻害するため、交感神経による高血圧および食塩感受性高血圧は良い適応となる。

## エビデンス
- PROGRESS試験[8]

脳卒中既往患者に対してペリンドプリル・インダパミド治療群とプラセボ群の無作為割付二重盲検試験(RCT)。治療群で脳卒中再発の減少が報告された。
- LIVE試験[9]

エナラプリル治療群と比較して、左室重量係数において有意にインダパミド治療群で左室肥大を抑制していた。
- NESTOR試験[6]

2型糖尿病患者において、エナラプリル治療群とインダパミド治療群では、微量アルブミン尿の減少効果は同様であった。腎保護においてもACE阻害薬と遜色ないことと報告された。
- ADVANCE試験[5]

2型糖尿病患者において、ペリンドプリル・インダパミド治療群はプラセボ群よりも、全死亡・心血管死において有意差をもって優れていた。
- HYVET研究[10]

80歳以上の超高齢者を対象とし，治療群には利尿薬としてインダパミドを投与し、降圧不十分であればACE阻害薬ペリンドプリルを追加した。積極的に降圧療法を行った治療群がプラセボ群に比べ、34%脳卒中の発症が少ないという結果であった。またサブ解析でも総死亡28%，心血管死は27%、心不全は72%、全心血管イベントは37%と治療群で有意に減少が認められた。
- PAT研究[12]

脳卒中再発抑制について検討した予備的研究。プラセボ群と比べ脳卒中が29%減少した。上記のPROGRESS試験と比較した文献もある。